# ريكاردو ريبيرو دي ليما
ريكاردو ريبيرو دي ليما هو لاعب كرة قدم برازيلي، ولد في 27 مارس 1989 في Itaberaí ‏ في البرازيل. لعب مع نادي كريسيوما.

## وصلات خارجية
- ريكاردو ريبيرو دي ليما على موقع قاعدة بيانات كرة القدم.إي يو (الإنجليزية)
- ريكاردو ريبيرو دي ليما على موقع Soccerway.com (الإنجليزية)